# Мария Дайрова-Хаджиангелова
Мария Дайрова-Хаджиангелова е българска лекарка, университетска преподавателка и общественичка.

## Биография
Родена е през 1876 г. в Стара Загора. През 1892 г. завършва Девическата гимназия в родния си град с отличен успех. Приета е през 1894 г. да учи медицина в Лозана, Швейцария, а през 1899 г. завършва в Нанси, Франция. Работи на частна практика в Стара Загора, а след 1906 г. започва работа като училищна лекарка в Педагогическото училище в града. След това е училищна лекарка в Първа девическа гимназия в София. През 1911 г. специализира детски и вътрешни болести в Париж, а през 1920 г. – вътрешни болести и училищна хигиена в Берлин. По време на войните оказва безплатна медицинска помощ в сиропиталищата и в лагерите за военнопленници. В периода 1915 – 1919 г. е редакторка на вестник „Женски глас“ – орган на Българския женски съюз. През 1919 – 1920 г. е назначена за главен инспектор-лекар в Министерство на народното просвещение. Там отговаря за училищните лекари. След 1918 г., в продължение на 15 години, е асистент по хистология и ембриология в Медицинския факултет на Софийския университет. Води курсове към Дружество „Самарянка“. През 1937 г. издава учебник по хигиена. След като се пенсионира преподава хигиена в Плетачното и в Механично-техническото училище. Член е на Патолого-анатомичното дружество. Удостоена е с орден „За гражданска заслуга – Дамски кръст“, медал „Червен кръст“ и Почетен знак на Софийска община. Умира през 1943 г. в София.